# アガシー (小惑星)
アガシー (2267 Agassiz) は、小惑星帯の小惑星。ハーバード大学のアガシ観測所で発見された。
観測所名の由来となった天文台の後援者であるジョージ・ラッセル・アガシーの祖父で、スイス生まれのアメリカ合衆国の海洋学者、地質学者、古生物学者、ルイ・アガシーに因んで名付けられた。